# Nue (album)
Nue è il quinto album in studio della cantante belga Lara Fabian, pubblicato nel 2001.

## Tracce
1. J'y crois encore
2. Aimer déjà
3. S'en aller
4. Silence
5. Parce que tu pars
6. Je suis mon cœur
7. Tango
8. Imagine
9. Tu es mon autre (duetto con Maurane)
10. Rio
11. Bambina
12. Immortelle
13. Le Roi est une femme
14. Piano Nocture

## Classifiche
| Classifica (2001-03) | Posizione massima |
| -------------------- | ----------------- |
| Belgio (Vallonia)    | 1                 |
| Francia              | 2                 |
| Svizzera             | 10                |